# Baroda (stato)
Lo Stato di Baroda (in gujarati: વડોદરા) fu uno Stato principesco del subcontinente indiano, avente per capitale Baroda.

## Storia

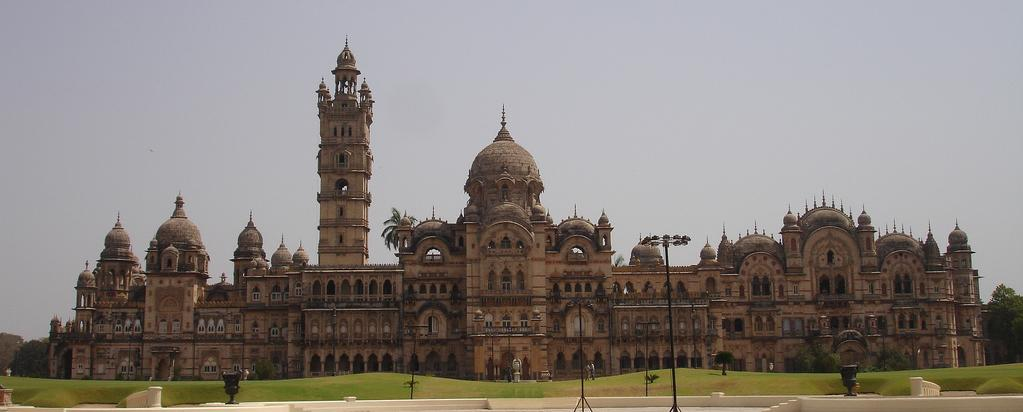
Il Laxmi Vilas Palace, la residenza ufficiale dei maharaja di Baroda

La storia dello Stato di Baroda ebbe inizio quando il generale Pilaji Gaekwad (o Gaikwar) conquistò Songadh all'Impero Moghul nel 1726. Prima che Gaekwars catturasse anche Baroda, la città era governata dai Nawab della dinastia Babi, che erano ufficiali al servizio degli imperatori moghul che ad ogni modo crollarono nel 1732, quando Pilaji Rao Gaekwar condusse la campagna di Maratha a sud del Gujarat alla testa di un proprio esercito.
Ad eccezione di un breve periodo, Baroda continuò ad essere il regno dei Gaekwar dal 1734 al 1948. Inizialmente il pensiero di Pilaji Gaekwad fu quello di dare vera forma di uno Stato alle proprie conquiste, consentendo di avere alla regione una propria amministrazione non più proveniente direttamente dal Gran Mogol ma presente in loco. Damajirao, figlio e successore di Pilaji Gaekwad, sconfisse gli eserciti moghul e conquistò definitivamente Baroda nel 1734, assumendo così il titolo di regnante indipendente. I suoi successori consolidarono poi questo potere a larghi tratti nella regione del Gujarat divenendo nel giro di qualche anno i signori più potenti dell'area. Dopo la sconfitta dei Maratha ad opera degli afghani nella terza battaglia di Panipat nel 1761, il potere dei Gaekwad si rafforzò ulteriormente. Nel 1802, gli inglesi intervennero in difesa dei territori del Maharaja e fu in quella occasione che i britannici riconobbero la sovranità a Baroda ma all'interno del British Raj.
Il periodo di maggior splendore per Baroda fu l'ascesa al trono del Maharaja Sayajirao Gaekwad III nel 1875. Quella fu un'era di grande progresso ed acquisizioni costruttive in tutti i campi. Il Maharaja che governò dal 1875 al 1939, fece molto per modernizzare Baroda, stabilendo l'educazione primaria obbligatoria per tutti, un sistema bibliotecario, università e nuovi modelli di fabbriche tessili che aiutarono a creare l'immagine della Baroda moderna. Nella città attuale di Vadodara (erede di Baroda) vi è un grande memoriale alla persona del Maharaja Sayajirao in memoria del suo grande operato per la città.
Quando l'India raggiunse l'indipendenza dall'Impero Britannico nel 1947, l'ultimo Maharaja di Baroda venne costretto a rinunciare al proprio trono e lo Stato venne unito a quello di Bombay poco dopo la dichiarazione d'indipendenza. Tale stato venne suddiviso in Gujarat e Maharastra nel 1960, con Baroda che divenne parte del Gujarat.

## Maharaja di Baroda
- Pilaji Rao Gaekwad (1721-1732)
- Damaji Rao Gaekwad (1732-1768)
- Govind Rao Gaekwad (1768-1771) 1ª volta
- Sayaji Rao Gaekwad I (1771-1789)
- Manaji Rao Gaekwad (1789-1793)
- Govind Rao Gaekwad (2ª volta, restaurato) (1793-1800)
- Anand Rao Gaekwad (1800-1818)
- Sayaji Rao Gaekwad II (1818-1847)
- Ganpat Rao Gaekwad (1847-1856)
- Khande Rao Gaekwad (1856-1870)
- Malhar Rao Gaekwad (1870-1875)
- Sayaji Rao Gaekwad III (1875-1939)
- Pratap Singh Gaekwad (1939-1948)

fine della monarchia di Baroda
- Pratap Singh Gaekwad (1948-1951)
- Fatehsinghrao Gaekwad (1951-1988)
- Ranjitsinh Pratapsinh Gaekwad (1988-2012)